# 布龍尼齊
布龍尼齊（俄语：Бро́нницы）是俄羅斯莫斯科州東南部的一個城市。位於莫斯科東南57公里的莫斯科河畔。2002年人口18,232人。
最遲在1453年已經存在。彼得大帝時曾贈予亞歷山大·D·緬什科夫。1727年收歸國有。1781年設市。